# NGC 3922
NGC 3922 је лентикуларна галаксија у сазвежђу Велики медвед која се налази на NGC листи објеката дубоког неба.
Деклинација објекта је + 50° 9' 24" а ректасцензија 11h 51m 13,4s. Привидна величина (магнитуда) објекта NGC 3922 износи 12,9 а фотографска магнитуда 13,8. Налази се на удаљености од 17,0000 милиона парсека од Сунца. NGC 3922 је још познат и под ознакама NGC 3924, UGC 6824, MCG 8-22-17, CGCG 243-17, CGCG 269-8, PGC 37072.